# Municipio de Germantown (Illinois)
El municipio de Germantown (en inglés: Germantown Township) es un municipio ubicado en el condado de Clinton en el estado estadounidense de Illinois. En el año 2010 tenía una población de 2070 habitantes y una densidad poblacional de 20,68 personas por km².

## Geografía
El municipio de Germantown se encuentra ubicado en las coordenadas 38°31′0″N 89°32′29″O / 38.51667, -89.54139. Según la Oficina del Censo de los Estados Unidos, el municipio tiene una superficie total de 100.11 km², de la cual 99,22 km² corresponden a tierra firme y (0,89 %) 0,89 km² es agua.

## Demografía
Según el censo de 2010, había 2070 personas residiendo en el municipio de Germantown. La densidad de población era de 20,68 hab./km². De los 2070 habitantes, el municipio de Germantown estaba compuesto por el 96,86 % blancos, el 0,14 % eran afroamericanos, el 0,48 % eran amerindios, el 1,69 % eran de otras razas y el 0,82 % eran de una mezcla de razas. Del total de la población el 2,75 % eran hispanos o latinos de cualquier raza.